# أحمد شفيق (رافع أثقال)
أحمد شفيق (من مواليد 10 نوفمبر 1973 في بغداد، العراق)، من العراق، يسكن الولايات المتحدة وحاصل على الجنسية الامريكية، هو لاعب رياضي  بارالمبي ضمن رياضة رفع أثقال بارالمبي، ومثل دورة الألعاب البارالمبية الصيفية لعامي 2012 و 2016. والده عبد الشفيق ايضاً  لاعب رياضة رفع الأثقال متقاعد تنافس ضمن منتخب العراق لرفع الأثقال.

## الحياة الشخصية
نشأ وترعرع في بغداد. عندما كان في الثالثة من عمره أصيب بعدوى في الأذن وارتفاع في درجة الحرارة وضعف جهاز المناعة، وأعطاه الطبيب لقاح شلل الأطفال، ولكنه أثر تأثيرا دائما على استخدام ساقه اليسرى مما أدى إلى ضمور العضلات. حيث كان يريد أن يصبح مثل والده عبد الشفيق الذي كان لاعباً في فريق رفع الأثقال الوطني العراقي، ولكن بسبب الإعاقة لم يتمكن من تحقيق حلمه وهو أن يصبح لاعب رفع أثقال أولمبي. وفي سن الخامسة عشرة، عرف أحمد برياضة رفع الأثقال البارالمبية الخاصة بالذوي الاحتياجات الخاصة.
في عام 1998، شارك أحمد شفيق لأول مرة على الصعيد الدولي في بطولة العالم لرفع الأثقال لذوي الاحتياجات الخاصة ممثلاً للعراق وحصل على المركز الخامس في البطولة. وعلى الرغم من أن النتيجة كانت عظيمة بالنسبة له، إلا أنها لم تكن مرضية للجنة الأولمبية الوطنية العراقية، حيث وضعوا الفريق، وبما في ذلك أحمد شفيق في السجن لمدة 14 شهر، في ظل نظام صدام حسين الذي كان ابنه عدي حسين رئيسا للجنة الأولمبية العراق في وقتها. لجأ إلى الولايات المتحدة في عام 2001، وقد قادته هذه الفرصة إلى المشاركة ضمن فريق رفع الأثقال البارالمبي  في الولايات المتحدة الاميريكية. حيث انضم إلى الجيش الأمريكي وتم إرساله إلى حرب العراق لمدة عامين.